# Stemhebbend
Stemhebbendheid is een eigenschap van een bepaalde klasse van medeklinkers. In tegenstelling tot zogenaamde stemloze medeklinkers worden stemhebbende medeklinkers gevormd door de lucht die uit de longen in het spraakkanaal wordt geperst, om de stembanden in trilling te brengen.
Bij de uitspraak van alle klinkers zijn de stembanden in trilling.
Het is eenvoudig om na te gaan of een spraakklank al dan niet stemhebbend is; wanneer men het strottenhoofd ter hoogte van de stembanden met twee vingers omvat, voelt men bij het uitspreken van een stemhebbende klank een trilling. Bij stemloze spraakklanken geldt dat niet.
Stemhebbende medeklinkers in het Nederlands:
- /b/ (met als stemloze pendant /p/)
- /d/ (met als stemloze pendant /t/)
- /g/ (met als stemloze pendant /ch/)
- /l/ (geen stemloze pendant)
- /r/ of /R/ (geen stemloze pendant)
- /v/ (met als stemloze pendant /f/)
- /w/ (geen stemloze pendant)
- /z/ (met als stemloze pendant /s/)
- /m/ (geen stemloze pendant)
- /n/ (geen stemloze pendant)

Daar men zijn stem nodig heeft om deze klanken voort te brengen, is het onmogelijk, om ze uit te spreken als men fluistert. Daardoor veranderen de stemhebbende klanken vanzelf in hun stemloze pendanten. Als men bijvoorbeeld al fluisterende probeert de zin "De Vlieg Bleef Zeuren en Dreinen" te produceren, lijkt het resultaat op: "Te Flieg Pleef Seuren en Treinen".